# Toni Collada
Antón Lleonardo Collada, més conegut com a Toni Collada (Fonz, 1974) és un polític i escriptor en aragonès. Ha cursat estudis de Mecànica Industrial a l'institut Salesià de Montsó. Ha escrit en aragonès dialectal de la baixa Ribagorça molts relats curts, d'entre els quals cal destacar Dos cartas y una llonganiza p'atar (1998) i De bestia…(2000), i els publicats en la revista Fuellas, Fabula del cocho charrador (1999), Diyas de fiesta (2000) i L'onsét bllanco (1999). Ha treballat amb altres autors per a la Direcció de Política Lingüística d'Aragó en la traducció a l'aragonès ribagorçà dels contes infantils Rizez D' oro y es tres onsos, El patet fiero i Los tres tozinez.
Ha guanyat el primer Premi de novel·la curta ciutat de Barbastre amb El biache. També va ser un dels dos guanyadors en 1999 del Premi literari Vila de Siétamo de relats en aragonès amb Alfredo Serblán, i el va tornar a guanyar el 2001 amb L'ome. El seu darrer llibre és ¿Per qué plloran las estrelas? (2009), novel·la històrica ambientada en plena Guerra del francès, publicada, com les anteriors, pel Consello d'a Fabla Aragonesa.
Políticament és militant de la Chunta Aragonesista, partit del que n'és portaveu a la comarca del Cinca Mitjà.